# Coupe de la Ligue d'Irlande féminine de football 2014-2015
Navigation
Édition précédente Édition suivante
La 3e coupe de la Ligue d'Irlande de football féminin, connue aussi de par son contrat de sponsoring sous le nom d’Continental Tyres Women’s National League Cup se tient entre le 8 février 2015 et le mois de mai 2015. Le Wexford Youths remet en jeu son titre obtenu en 2014. 
Les sept équipes qui disputent le championnat sont les seules et uniques participantes à la compétition.
Les matchs sont désignés par un tirage au sort.

## Premier tour
Le premier tour est programmé pour le 8 février. Peamount United est exempté de ce tour et ainsi directement qualifié pour les demi-finales.
| Club                 | Score | Club             | Lieu de la rencontre | Date      |
| -------------------- | ----- | ---------------- | -------------------- | --------- |
| Cork City Women's FC | 0-2   | Galway WFC       |                      |           |
| Raheny United        | 8-0   | Castlebar Celtic |                      | 8 février |
| Wexford Youths       | 2-1   | UCD Waves        | Ferrycarrig Park     |           |

## Demi-finales
| Demi-finale 1  | Peamount United | 2-2 | Galway WFC |  |
| 8 février 2015 |                 |     |            |  |
|                | Tirs au but 4-3 |     |            |  |

| Demi-finale 2 | Raheny United | 3-2 | Wexford Youths Women's AFC | Centre Oscar Traynor Road, Coolock |
| 28 mars 2015  |               |     |                            |                                    |

## Finale
| Finale | Raheny United | 3-2 | Peamount United |  |  |
|        |               |     |                 |  |  |